# Franz Joseph von Hohenzollern-Emden

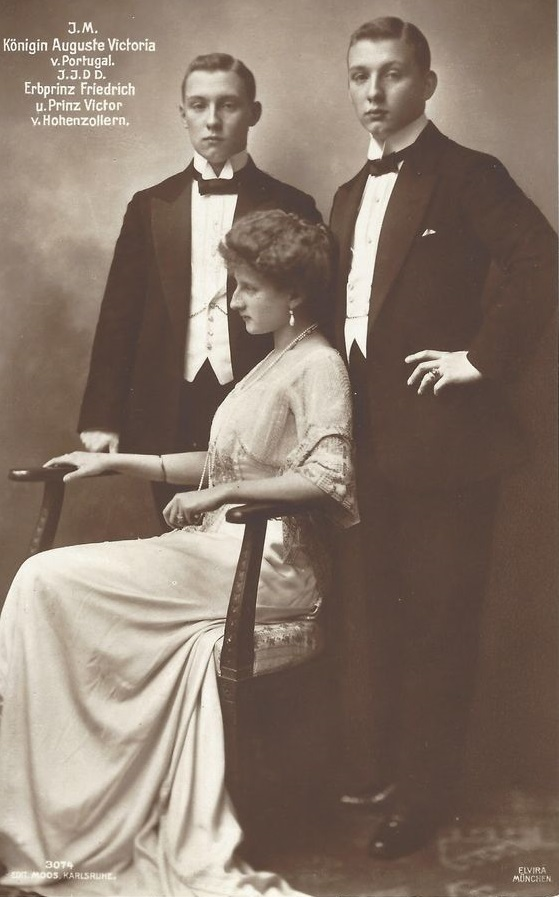
Augusta Viktoria, Friedrich und Franz Joseph, 1910

Franz Joseph Prinz von Hohenzollern-Emden (vollständig: Franz Joseph Maria Ludwig Anton Thassilo Prinz von Hohenzollern-Emden; * 30. August 1891 in Heiligendamm; † 3. April 1964 in Tübingen) war Mitglied der fürstlichen schwäbischen Linie des Hauses Hohenzollern. Er wurde als Prinz Franz Joseph von Hohenzollern-Sigmaringen geboren; im Jahr 1933 nahm er den Nachnamen Prinz von Hohenzollern-Emden an.

## Leben
Franz Joseph Prinz von Hohenzollern-Sigmaringen wurde am 30. August 1891 in Heiligendamm (Großherzogtum Mecklenburg-Schwerin) geboren. Er war der Sohn des Fürsten Wilhelm von Hohenzollern (1864–1927) und der Fürstin Maria Theresia. Franz Joseph hatte einen älteren Zwillingsbruder, Friedrich Viktor Prinz von Hohenzollern (1891–1965). Friedrich Viktor war von 1927 bis 1965 Oberhaupt des ehemals fürstlichen Hauses Hohenzollern und hatte genau wie Franz Joseph eine Tochter von König Friedrich August III. von Sachsen geehelicht. Die ein Jahr ältere Schwester Auguste Viktoria (1890–1966) war seit 1913 mit dem entthronten letzten König von Portugal, Emanuel II., verheiratet.
Im März 1911 trat Prinz von Hohenzollern-Sigmaringen in die Kaiserliche Marine ein und kam am 1. Dezember 1913 (lt. Huff) in Schanghai als Fähnrich zur See auf den Kleinen Kreuzer Emden. Bei Kriegsbeginn war er Zweiter Torpedooffizier auf dem Kleinen Kreuzer Emden und wurde kurz darauf zum Leutnant zur See befördert. Während des Gefechtes bei den Kokosinseln am 9. November 1914 befand er sich mit zwölf weiteren Männern auf seiner Gefechtsstation im Torpedoraum. Die Überlebenden des letzten Gefechts erhielten das Recht, den vererbbaren Namenszusatz „-Emden“  anzunehmen. Vom 10. November 1914 bis zum 6. Dezember 1919 befand er sich in britischer Kriegsgefangenschaft, die er nach der Rückkehr aus dem Indischen Ozean auf Malta verbrachte. Am 28. Februar 1920 wurde Prinz von Hohenzollern-Sigmaringen mit dem Rang eines Oberleutnants zur See aus der Reichsmarine verabschiedet.
1933 beantragte er den Namenszusatz „-Emden“ und hieß fortan Prinz von Hohenzollern-Emden. Zum 1. April 1936 trat er der NSDAP (Mitgliedsnummer 3.756.580) und etwa zeitgleich der SS bei (SS-Nummer 276.691), im Juni des genannten Jahres wurde er zum Hauptsturmführer ernannt. Im November 1944 wurde er wegen angeblich mangelnder Linientreue aus der SS ausgestoßen. Vergeblich bemühte er sich im Januar 1945 in einem Brief an Heinrich Himmler um eine Wiederaufnahme.
Seit 1951 war er Ehrenmitglied der katholischen Studentenverbindung KDStV Wildenstein Freiburg im Breisgau im CV.
Er starb am 3. April 1964 in Tübingen und wurde in der Krypta der Erlöserkirche (Hedingerkirche) in Sigmaringen begraben.

## Familie und Nachkommen
Franz Joseph von Hohenzollern-Emden war verheiratet mit Maria Alix Luitpolda Anna Henriette Germana Agnes Damiana Michaela Prinzessin von Sachsen, Herzogin zu Sachsen (* 27. September 1901; † 11. Dezember 1990), der Tochter von König Friedrich August III. von Sachsen (1865–1932) und der Luise von Österreich-Toskana. Das Paar hatte vier Kinder:
1. Karl Anton Friedrich Wilhelm Ludwig Maria Georg Manuel Rupprecht Heinrich Benedikt Tassilo Prinz von Hohenzollern-Emden (* 28. Januar 1922; † 3. November 1993) ⚭ 1951 Alexandra Afif (* 16. November 1919; † 26. Juni 1996).
2. Meinrad Leopold Maria Friedrich Christian Ferdinand Albert Prinz von Hohenzollern-Emden (* 17. Januar 1925) ⚭ 1971 Edina Freiin von Kap-herr (* 1938).
3. Maria Margarethe Anna Viktoria Luise Josephine Mathilde Theresia vom Kinde Jesu Prinzessin von Hohenzollern-Emden (* 2. Januar 1928; † 4. August 2006) ⚭ 1965 Carl Gregor Herzog zu Mecklenburg (1933–2018).
4. Emanuel Joseph Maria Wilhelm Ferdinand Burkhard Prinz von Hohenzollern-Emden (* 23. Februar 1929; † 8. Februar 1999) ⚭ 1968 Katharina Feodora von Sachsen-Weimar-Eisenach (* 1943).